# (74367) 1998 WU40
(74367) 1998 WU40 – planetoida z pasa głównego asteroid okrążająca Słońce w ciągu 4,3 lat w średniej odległości 2,64 j.a. Odkryta 16 listopada 1998 roku.